# Il bel matrimonio
(Citazione da La Fontaine, in apertura del film)
Il bel matrimonio (Le beau mariage) è un film del 1982 scritto e diretto da Éric Rohmer.
È il secondo capitolo della serie in sei parti Commedie e proverbi (Comédies et proverbes). Segue La moglie dell'aviatore e precede Pauline alla spiaggia.
È stato presentato in concorso alla Mostra del cinema di Venezia.

## Trama
Sabine, 25 anni, studentessa di storia dell'arte, ha una relazione con il pittore Simon, che è sposato e ha un figlio. Una notte mentre sono a letto insieme vengono disturbati da una telefonata della moglie. Qualche equilibrio si rompe dentro Sabine, che decide di lasciare Simon e gli annuncia di volersi sposare, malgrado ancora non sappia con chi.
Sabine torna a casa a Le Mans, dove lavora come commessa in un negozio d'antiquariato. Confida l'intenzione astratta di sposarsi anche alla sua migliore amica, Clarisse; quest'ultima, durante la festa di matrimonio del proprio fratello, le presenta Edmond, un avvocato celibe con qualche anno più Sabine. Il giorno successivo, appreso che il giovane le piace, incita Sabine a fare il primo passo ma la ragazza afferma di essere perfettamente in grado di far innamorare un uomo.
Ad ogni modo telefona a Edmond, che è in cerca di una porcellana per fare un regalo, offrendosi di portarlo da una cliente dell'antiquaria per cui lavora. Edmond conclude l'acquisto poi invita Sabine a pranzo; a tavola lei parla molto di sé, si capisce che vuole attirare la sua attenzione, e all'uscita appoggia con confidenza la testa sul petto dell'uomo.
La proprietaria del negozio l'accusa però di avere messo in contatto direttamente due clienti, Sabine si lascia prendere dalla stizza e si licenzia, dicendo che ha intenzione di sposarsi con un avvocato. Recatasi in chiesa, incontra un antico flirt, Claude, che adesso si è sposato. Claude le fa vedere la casa in cui abita, da cui si ha una vista panoramica su Le Mans, Sabine gli parla del matrimonio con l'avvocato. Lui trova degradante che lei voglia fare la casalinga.
Sabine parla del matrimonio e dell'avvocato anche con la madre, che l'accusa di avere idee antiquate perché non vuole consumare prima di arrivare all'altare (anche considerato che uomini precedenti, come Simon, hanno avuto modo di conoscere molto bene il suo corpo). Edmond non si fa vivo, su insistenza di Clarisse Sabine organizza una festa per il proprio venticinquesimo compleanno e invita anche il giovane avvocato. Tutto è pronto, c'è musica, gli invitati ballano ma Edmond non arriva. Sabine, vestita a festa e pronta a sedurlo, si fa prendere da una crisi di nervi e sale in camera. Lui finalmente giunge in notevole ritardo, sente su di sé l'attenzione della madre di Sabine, e non è proprio a suo agio quando lei lo accoglie e lo porta nella propria camera. Qui Sabine si lascia andare a confidenze e gesti che sembrano avere presa su Edmond, ma sua sorella irrompe in camera interrompendo l'incantesimo. Edmond si scusa, deve andare via perché è molto occupato.
Nei giorni successivi Sabine tenta di mettersi in contatto telefonico, sempre respinta dalla segretaria dello studio legale. La ragazza va su e giù tra Parigi e Le Mans, accusa Clarisse di avere alimentato la sua illusione, poi un giorno si presenta in ufficio da Edmond e non accetta di andarsene finché lui la riceve tra un cliente e l'altro. Edmond si scusa per averla tenuta a distanza ma si è sentito assediato, è appena uscito da una lunga relazione e non vuole legarsi a nessuna perché ha intenzione di dedicarsi solo alla carriera. Ammette di provare attrazione per Sabine ma non è innamorato. Si vede la delusione negli occhi della ragazza, che reagisce molto male e se ne va accusandolo di essere un mentitore.
Tornata a Le Mans, dice a Clarisse di non essere mai stata innamorata davvero di suo cugino. Prende il treno per Parigi e si siede apposta davanti a un ragazzo, uno studente pendolare, che la guarda e sorride.

## Critica
Nella filmografia del regista francese, questo film assume il ruolo della contraddittorietà; innanzitutto, dopo aver dichiarato di voler tornare al formato 16 millimetri, Rohmer decide di girare in 35 millimetri perché la maggiore sensibilità della pellicola gli permette di rendere quel clima che egli definisce “stagionale”. Inoltre, la protagonista tenta contraddittoriamente di far derivare le premesse del proprio sentimento dalla conclusione di un ragionamento intellettuale: una volta deciso di sposarsi, di conseguenza troverà un marito di suo gradimento.

## Cast
La protagonista Béatrice Romand era già apparsa dieci anni prima in due film di Rohmer, Il ginocchio di Claire (1970) e in una scena di L'amore il pomeriggio (1972). Lavorerà di nuovo con il regista per Il raggio verde (1986) e Reinette e Mirabelle (1987), ricoprendo ruoli secondari, e tornerà protagonista in Racconto d'autunno (1998). È curioso come Rohmer identifichi nell'attrice un determinato carattere, dal momento che la sua testardaggine infantile in fatto di rapporti con l'altro sesso, il confronto con il proprio ideale d'amore, rimane uguale nei tre film nei quali ha il ruolo protagonista..
Sia André Dussollier che Arielle Dombasle avevano già lavorato con Rohmer in Perceval (1978). Per l'uno Il bel matrimonio è l'ultima collaborazione con il regista, mentre l'altra ha recitato anche in Pauline alla spiaggia (1982) e in L'albero, il sindaco e la mediateca (1993).

## Riconoscimenti
Il film ha ricevuto una candidatura ai Premi César 1983 per la migliore sceneggiatura originale.